# Mitsubishi J2M
Mitsubishi J2M «Raiden» (яп. 雷電, «Райден» («Грім»)) — серійний винищувач-перехоплювач Імперського флоту Японії періоду Другої світової війни.
Кодова назва союзників - «Джек» (англ. Jack).

## Історія створення
Наприкінці 1930-х років командування ВПС Імперського флоту Японії прийшло до висновку про необхідність розробки нового типу літаків сухопутного базування, призначених для прикриття з повітря важливих стратегічних об'єктів. Якщо раніше основними вимогами до літаків були маневреність та дальність польоту, то тепер на перший план вийшли швидкість та швидкопідйомність. Проте обговорення концепції нового літака, яке розпочалось у жовтні 1938 року за участі головного конструктора фірми Mitsubishi Дзіро Хорікосі, через завантаження фірми розробкою палубного винищувача Mitsubishi A6M Zero, затягнулись на рік. Лише у вересні 1939 року були сформовані технічні вимоги «14-Сі» на розробку одномісного винищувача-перехоплювача. Технічне завдання обумовлювало розробку літака, здатного розвивати на висоті 6 000 м швидкість 600 км/г, швидкість набору висоти 5 000 м за 5,5 хв. Тривалість польоту при максимальній швидкості обумовлювалось у 45 хв. Озброєння планувалось подібне до озброєння A6M. Вперше в історії японської морської авіації було обумовлено встановлення бронеспинки та бронезаголовника в кабіні пілота. Між тим, про маневреність нічого не говорилось. Крім того, вибір двигуна залишався за розробником. Флот вирішив відмовитись від традиційного конкурсу і доручив розробку літака фірмі Mitsubishi.
Розробка нового літака з заводським позначенням M-20 і флотським J2M розпочалась на початку 1940 року. Розглянувши декілька двигунів, конструктори вибрали Mitsubishi Kasei 13 потужністю 1 460 к.с., не зважаючи на його порівняно великі розміри. Для зменшення лобового опору був використаний подовжений вал гвинта та спеціальний вентилятор охолодження, що дозволило зменшити площу поперечного перерізу капота. За участі спеціалістів Токійського університету було розроблене крило ламінарного профілю з цілинними закрилками, які забезпечували кращу маневреність. Для подальшого зменшення опору ліхтар кабіни був дуже низьким, з плоским лобовим склом.
Роботи йшли досить успішно, але згодом виникли проблеми з охолодженням та профілем крила. Крім того, сталась аварія з літаком A6M, який мав більший пріоритет. Спеціалісти фірми зосередились на пошуку причин аварії A6M. Головним конструктором J2M став Кіро Такахасі. Через ці затримки перший прототип J2M був готовий лише у лютому 1942 року.
Літак вперше злетів у повітря 20 травня 1942 року. Заводські випробування виявили проблеми зі складанням стійок шасі. Після їх усунення літак був переданий для військових випробувань. Військові основним недоліком літака вважали погану оглядовість, зокрема вперед, що ускладнювало посадку літака. Були проблеми з надійністю механізму зміни кроку гвинта. Швидкість та швидкопідйомність були меншими за вимоги технічного завдання. Але загалом літак мав хорошу стійкість та був легким в управлінні.
Фірма Mitsubishi врахувала ці зауваження у наступних прототипах. Була змінена форма ліхтаря кабіни. Замість недопрацьованого двигуна Mitsubishi Kasei 13 був використаний потужніший Mitsubishi Kasei 23a (1 800 к.с.) з покращеною системою охолодження, індивідуальними вихлопними патрубками та системою впорскування водно-метанолової суміші, що дозволяло ненадовго підняти потужність двигуна. Це був перший японський двигун з такою системою, тому теж потребував допрацювання, але завдяки новому двигуну носова частина фюзеляжу вийшла коротшою, що покращило оглядовість при посадці. 
У жовтні 1942 року, ще до завершення повної програми випробувань літак був прийнятий на озброєння під назвою Винищувач-перехоплювач флоту «Райден» («Грім») Модель 11 (або J2M2 Модель 11). Проблеми зі впорскуванням водно-метанолової суміші були вирішені доволі швидко, але залишалась проблема з наростаючими вібраціями при певній комбінації швидкості літака і пропелера. Для полегшення вібрацій двигун було обставлено амортизаторами і змінено форму гвинта. Через згадані проблеми з двигуном, а також ряд аварій та пріоритет A6M виробництво літака розгорталось повільно. Так, за 1942 рік було випущено лише 14 літаків, включаючи прототипи, за 1943 - 141 машину. 
У жовтні 1943 року з'явилась модифікація - J2M3 Модель 21. Цей літак мав посилене крило, що дозволило озброїти його двома гарматами «Тип 99 Модель 2» в обтічниках та двома менш скорострільними гарматами «Тип 99 Модель 1» в крилі. Проте встановлені в фюзеляжі кулемети було прибрано. Ця модифікація стала наймасовішою - було випущено 260 машин. Проте пілоти й далі скаржились на погану оглядовість, а збільшення маси погіршило льотні характеристики, тому командування вирішило віддати перевагу перехоплювачам Kawanishi N1K, а J2M залишити у виробництві допоки не буде готовий Mitsubishi A7M. 
Не зважаючи на це фірма Mitsubishi продовжувала покращувати J2M. Варіант J2M4 Модель 32 мала двигун Kasei 23a MK4R-C з турбокомпресором розміщеним позаду кабіни, завдяки чому досягалась потужність двигуна 1 420 к.с. на висоті 9 200 м., що дозволяло літаку розвивати швидкість 660 км/г. Літак був озброєний двома 20-мм гарматами з нахилом уверх (Неправильна музика). Проте через проблеми з турбокомпресором було випущено лише 2 дослідні літаки.
Варіант J2M5 Модель 33 мала такий самий планер, як і J2M4, але на ній встановлювався двигун Kasei 63a MK4U-C з тришвидкісним нагнітачем. Цей варіант став найшвидкіснішим - на висоті 6 800 м літак розвивав швидкість 700 км/г. Оскільки на момент завершення випробувань (травень 1944 року) розпочались американські бомбардування території Японії, а кращих перехоплювачів виготовлено так і не було, цей варіант був запущений у виробництво. Було випущено 34 машини на заводах Mitsubishi та декілька машин в морському арсеналі в м. Кодза. 
Варіант J2M6 Модель 31 мав більшу кабіну та куполоподібний ліхтар, як в J2M5, але був випущений в єдиному екземплярі. Варіант J2M7 Модель 23 з двигуном Kasei 26a залишився нереалізованим.
Крім того, було випущено та розроблено ряд модифікацій, які мали незначні зміни в озброєнні.
Всього було випущено 476 літаків усіх модифікацій.

## Тактико-технічні характеристики

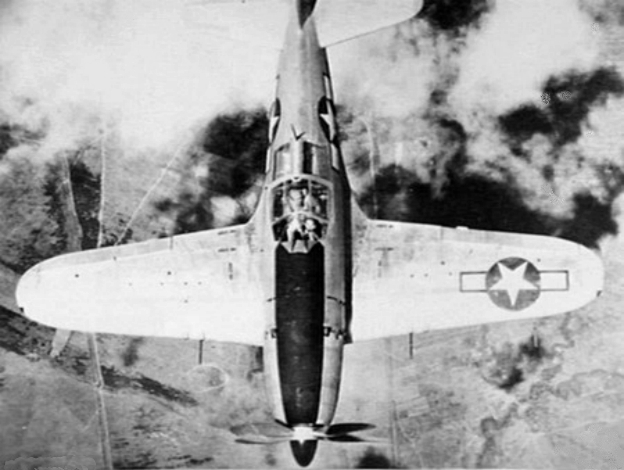
Захоплений J2M над Філіппінами. 1945 р.

### Технічні характеристики
|                       | J2M1                        | J2M2                        | J2M3                        | J2M4                        | J2M5                        |
| --------------------- | --------------------------- | --------------------------- | --------------------------- | --------------------------- | --------------------------- |
| Екіпаж                | 1 особа                     | 1 особа                     | 1 особа                     | 1 особа                     | 1 особа                     |
| Довжина               | 9.9 м                       | 9.7 м                       | 9.95 м                      | 10.15 м                     | 9.95 м                      |
| Висота                | 3.82 м                      | 3.88 м                      | 3.95 м                      | 3.95 м                      | 3.95 м                      |
| Розмах крил           | 10.8 м                      | 10.8 м                      | 10.8 м                      | 10.8 м                      | 10.8 м                      |
| Площа крил            | 20.05 м²                    | 20.05 м²                    | 20.05 м²                    | 20.05 м²                    | 20.05 м²                    |
| Маса пустого          | 2 191 кг                    | 2 348 кг                    | 2 460 кг                    | 2 823 кг                    | 2 823 кг                    |
| Маса спорядженого     | 2 851 кг                    | 3 210 кг                    | 3 435 кг                    | 3 947 кг                    | 3 482 кг                    |
| Навантаження на крило | 142.67 кг/м²                | 160.1 кг/м²                 | 171.3 кг/м²                 | 196.9 кг/м²                 | 173.7 кг/м²                 |
| Двигуни               | Mitsubishi MK4C Kasei 13    | Mitsubishi MK4R-A Kasei 23a | Mitsubishi MK4R-A Kasei 23a | Mitsubishi MK4R-C Kasei 23c | Mitsubishi MK4U Kasei 26a   |
| Потужність            | 1 430 к. с.                 | 1 800 к. с.                 | 1 800 к. с.                 | 1 820 к. с.                 | 1 820 к. с.                 |
| Питома потужність     | 2 кг/к.с.                   | 1.8 кг/к.с.                 | 1.9 кг/к.с.                 | 2.2 кг/к.с.                 | 1.9 кг/к.с.                 |
| Максимальна швидкість | 578 км/г (на висоті 6000 м) | 600 км/г (на висоті 5450 м) | 587 км/г (на висоті 5300 м) | 583 км/г (на висоті 9200 м) | 615 км/г (на висоті 6800 м) |
| Крейсерська швидкість | -                           | -                           | 350 км/г                    | 370 км/г                    | 370 км/г                    |
| Практична дальність   | -                           | -                           | 1900 км                     | 930 км                      | 1 260 кг                    |
| Практична стеля       | 11 000 м                    | -                           | 11 700 м                    | 11 550 м                    | 11 250 м                    |
| Час набору висоти     | -                           | 6000 м за 5 хв. 38 с.       | 6000 м за 6 хв. 14 с.       | 10 000 м за 19 хв. 30 с.    | 6 000 м за 6 хв. 20 с.      |

### Озброєння
- J2M1, J2M2:
  - 2 x 7.7-мм кулемети  «Тип 97»
  - 2 x 20-мм гармати «Тип 99-2»
- J2M3, J2M5, J2M6, J2M7:
  - 2 x 20-мм гармата «Тип 99-1»
  - 2 x 20-мм гармати «Тип 99-2»
- J2M3a, J2M5a, J2M6a, J2M7a:
  - 4 x 20-мм гармати «Тип 99-2»
- J2M4, (деякі модифіковані J2M3):
  - 2 x 20-мм гармата «Тип 99-1»
  - 2 x 20-мм гармати «Тип 99-2»
  - 2 x 20-мм гармати «Тип 99-1» поставлені під кутом
- Бомбове:
  - 2 x 60-кг бомби або
  - 2 x 200 л підвісні паливні баки

## Варіанти
- J2M1 — прототип (3 екз.)
- J2M2 Модель 11 — серійний варіант з двигуном Mitsubishi MK4R-A Kasei 23a (155 екз.)
- J2M3 Модель 21 — варіант з двома 20-мм гарматами «Тип 99 Модель 1» та двома гарматами «Тип 99 Модель 2» (260 екз.)
- J2M3a Модель 21a — варіант з чотирма 20-мм гарматами «Тип 99 Модель 2» (21 екз.)
- J2M4 Модель 32 — варіант з двигуном Mitsubishi Kasei 23a MK4R-C з турбокомпресором (2 екз.)
- J2M5 Модель 33 — варіант висотного перехоплювача з двигуном Mitsubishi Kasei 26a MK4U-C (34 екз.)
- J2M5a Модель 33a — проєкт літака з чотирма чотирма 20-мм гарматами «Тип 99 Модель 2»
- J2M6 Модель 31 — варіант зі збільшеною кабіною та куполоподібним ліхтарем (1 екз.)
- J2M6a Модель 31a — проєкт з озброєнням, аналогічним J2M3a.
- J2M7 Модель 23a — проєкт J2M3 з двигуном Mitsubishi Kasei 26a
- J2M7a Модель 23a — проєкт J2M3a з двигуном Mitsubishi Kasei 26a

## Історія використання

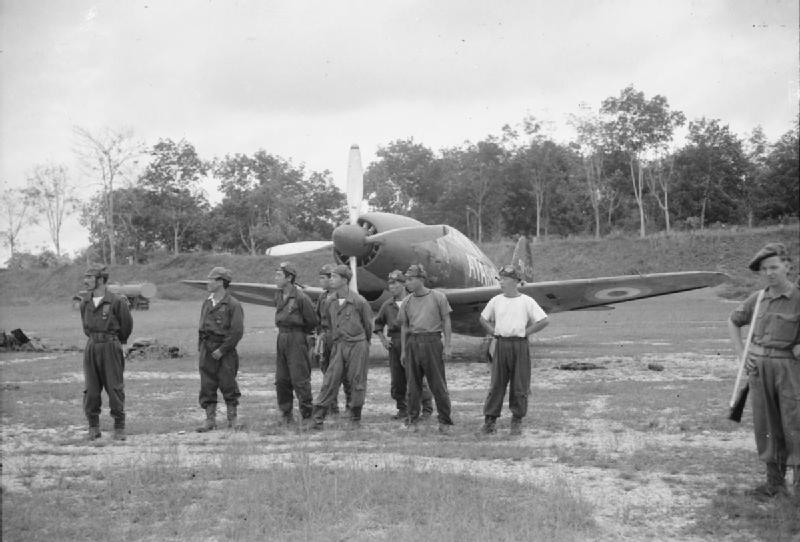
Захоплений в Британській Малаї J2M 381-го авіазагону під час оцінки британським командуванням.

Першим авіазагоном оснащеним J2M2 став новостворений в грудні 1943 року 381-ий авіазагін розміщений в Тойохасі. Затримка, майже в рік, була пов'язана з двома аваріями серійних літаків при зльоті. Перша, що відбулася 16 червня 1943 року, призвела до загибелі пілота і втрати літака. Через місяць відбувся схожий інцидент, але цього разу пілоту вдалось посадити літак порівняно неушкодженим. Як виявилось, в серійних моделях стійки шасі після складання затискали передаточний вал і літак втрачав керування.
Літаки J2M в основному використовувались для оборони метрополії, але бойовий дебют відбувся у битві у Філіппінському морі. Оскільки тільки невелика кількість літаків використовувалась на Філіппінах, вони не виплинули на хід бою. Також деякі J2M розміщувались в Кореї, де мали відбивати атаки Радянського Союзу.
J2M також брали участь в можливо останньому повітряному бою Другої світової: вранці 15 серпня 1945 року чотири J2M і вісім A6M 302-го авіазагону вступили в повітряний бій з F6F з авіаносця Йорктаун приблизно за дві години до підписання капітуляції. В результаті бою японською стороною було втрачено два J2M і два A6M, а американці втратили чотири F6F.
Літак, який мав потужне озброєння та високі льотні характеристики, був визнаний японськими льотчиками найкращим для перехоплення американських бомбардувальників. Але постійні технічні проблеми та часта зміна пріоритетів керівництва призвели до того, що J2M з'явились досить пізно і їх було виготовлено небагато. Тому вони не змогли істотно вплинути на хід бойових дій.

## Оператори
Японська імперія
- Авіація імперського флоту Японії
  - Авіазагін Ґензан
  - Авіазагін Тайнан
  - 302-ий авіазагін
  - 332-ий авіазагін
  - 352-ий авіазагін
  - 381-ий авіазагін

## Вцілілі екземпляри
Єдиний вцілілий екземпляр знаходиться в музеї «Planes of Fame Air Museum» в Чино (Каліфорнія).

### Галерея

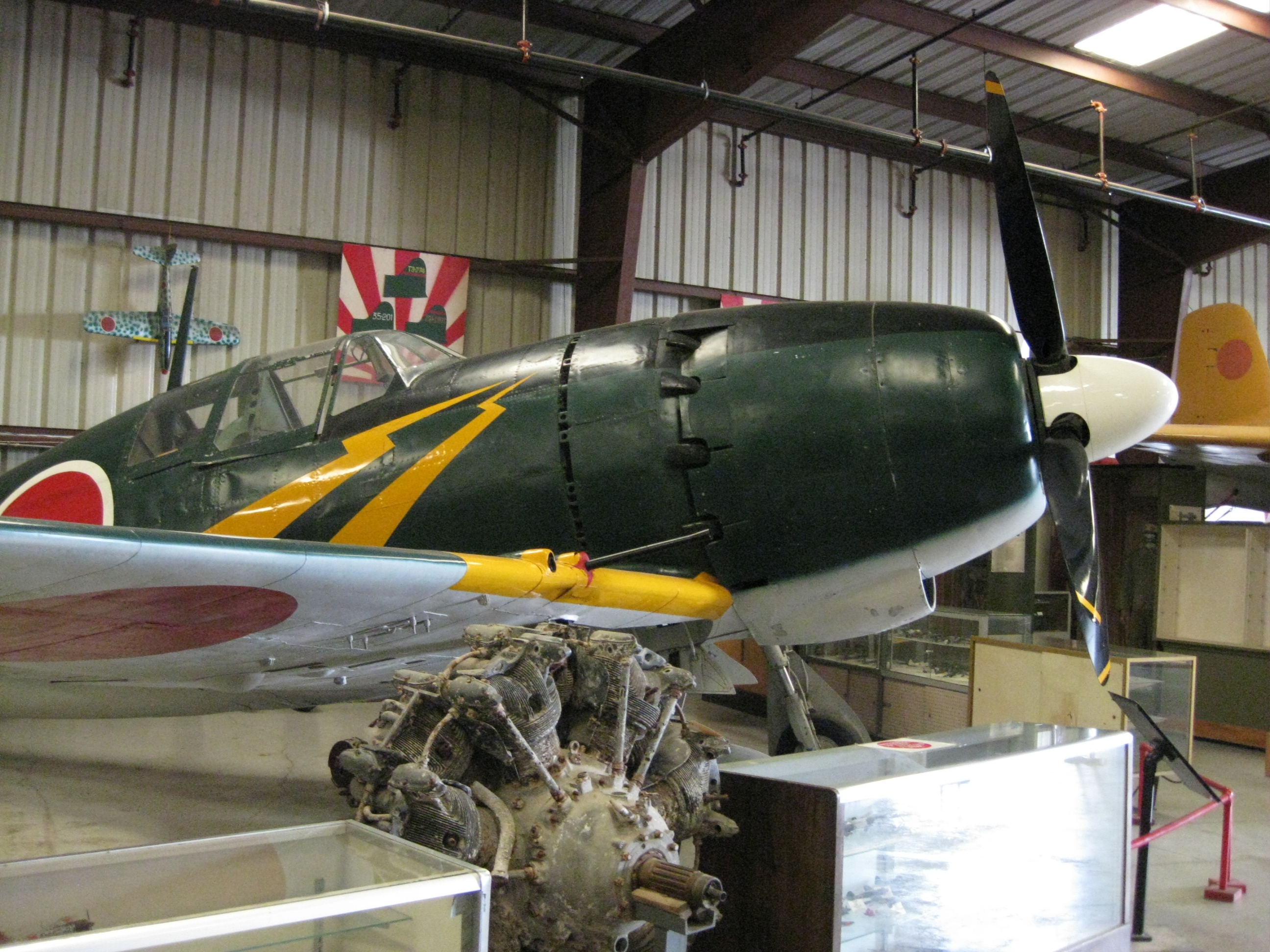
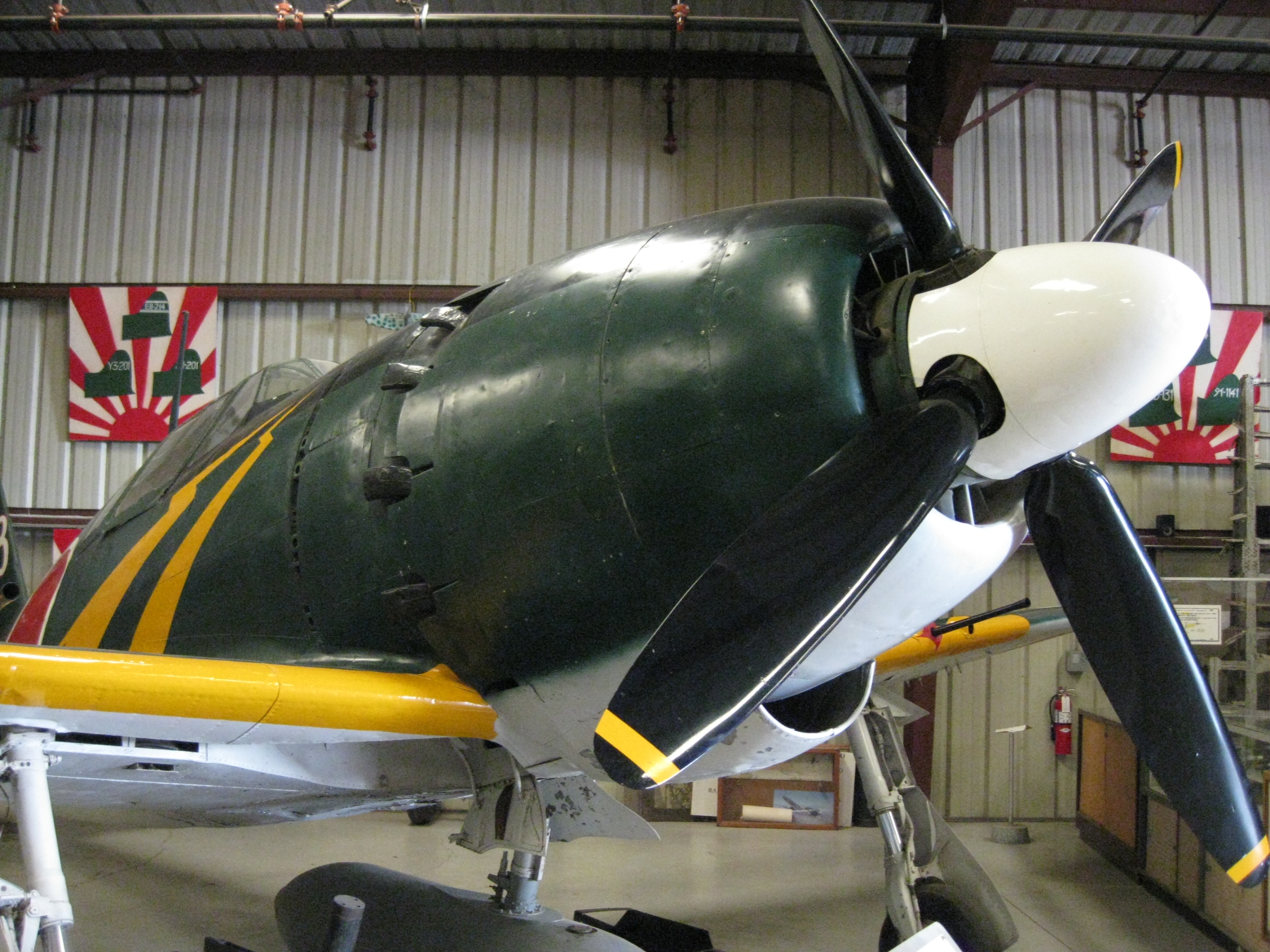
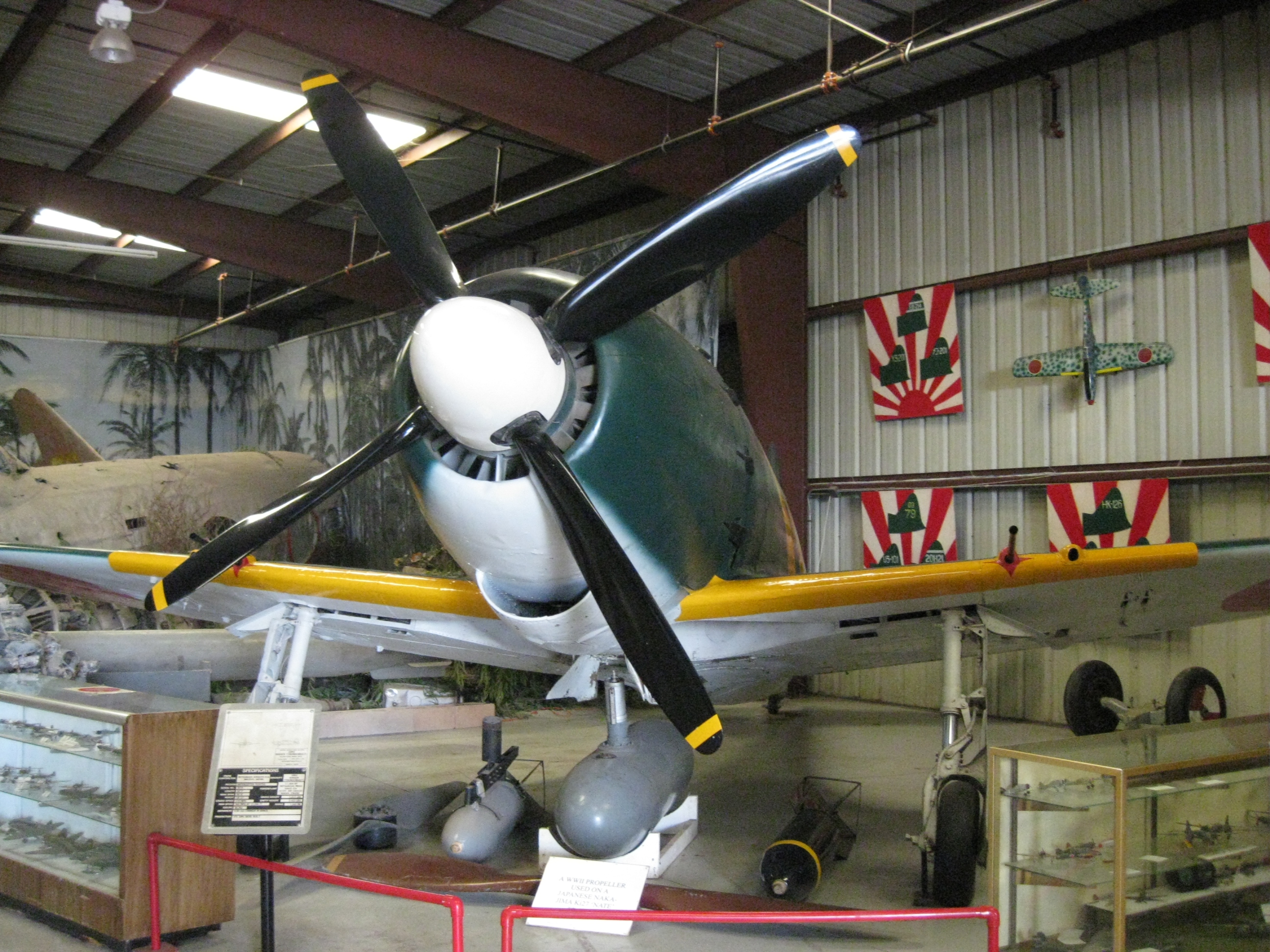
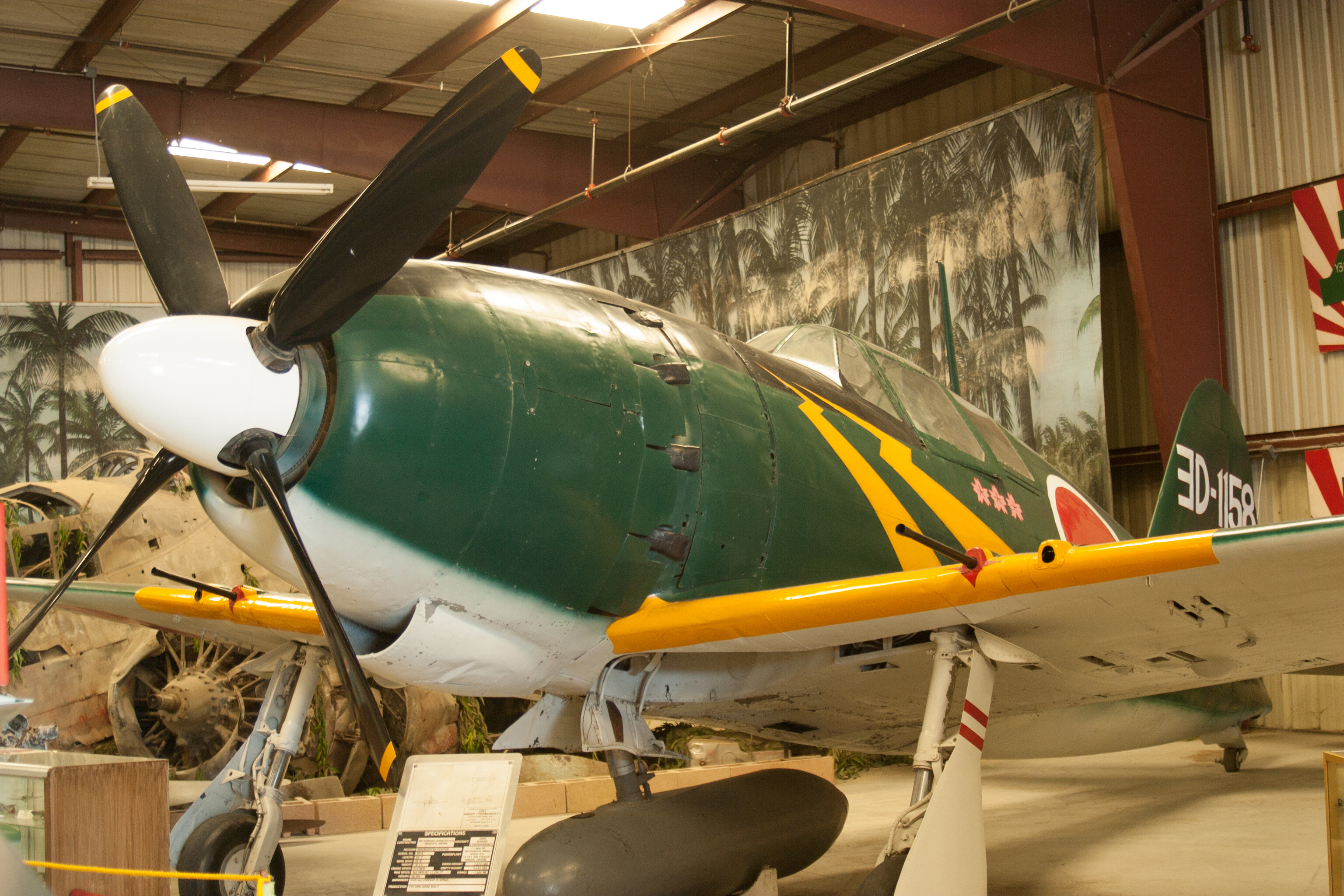
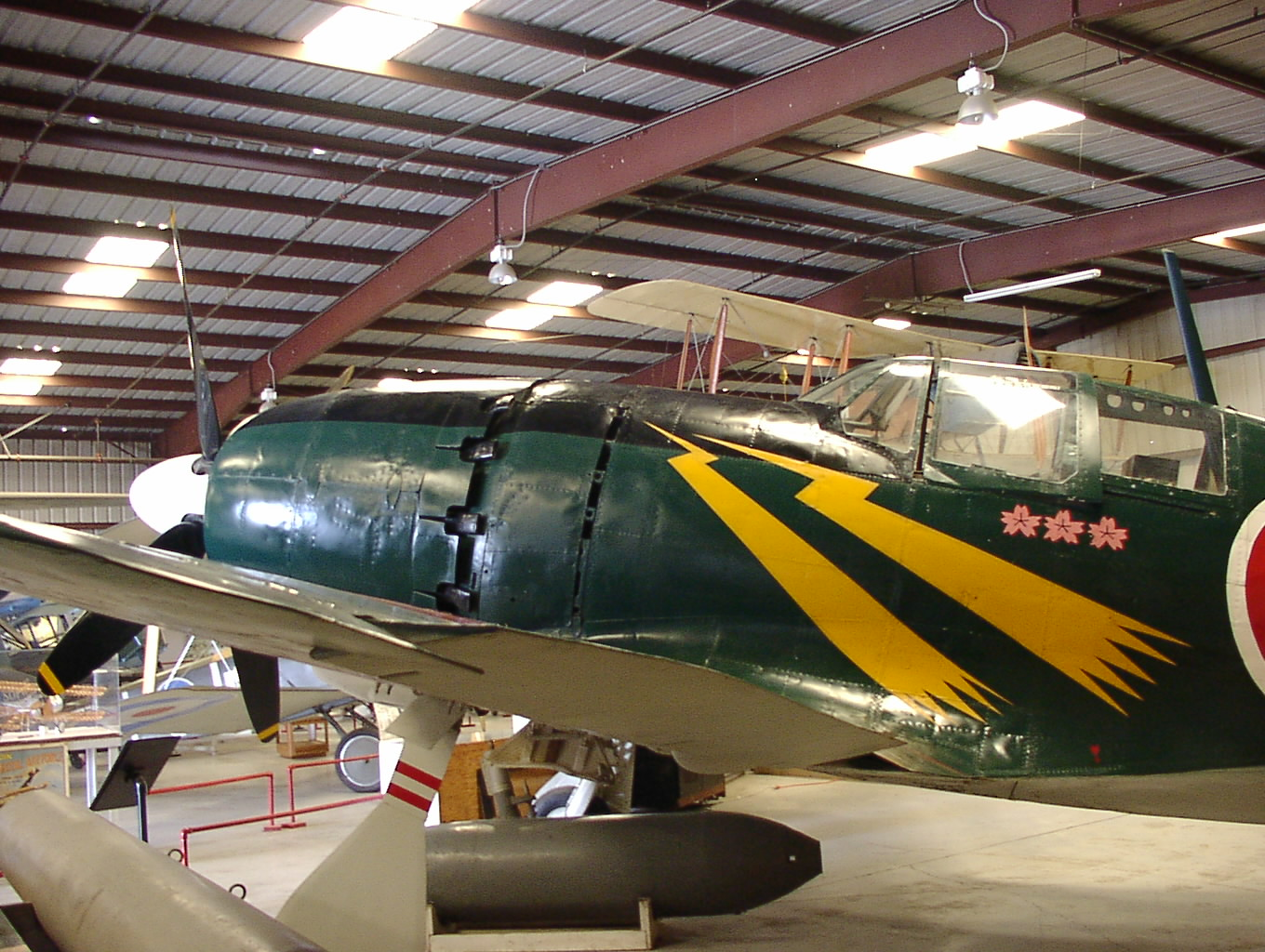
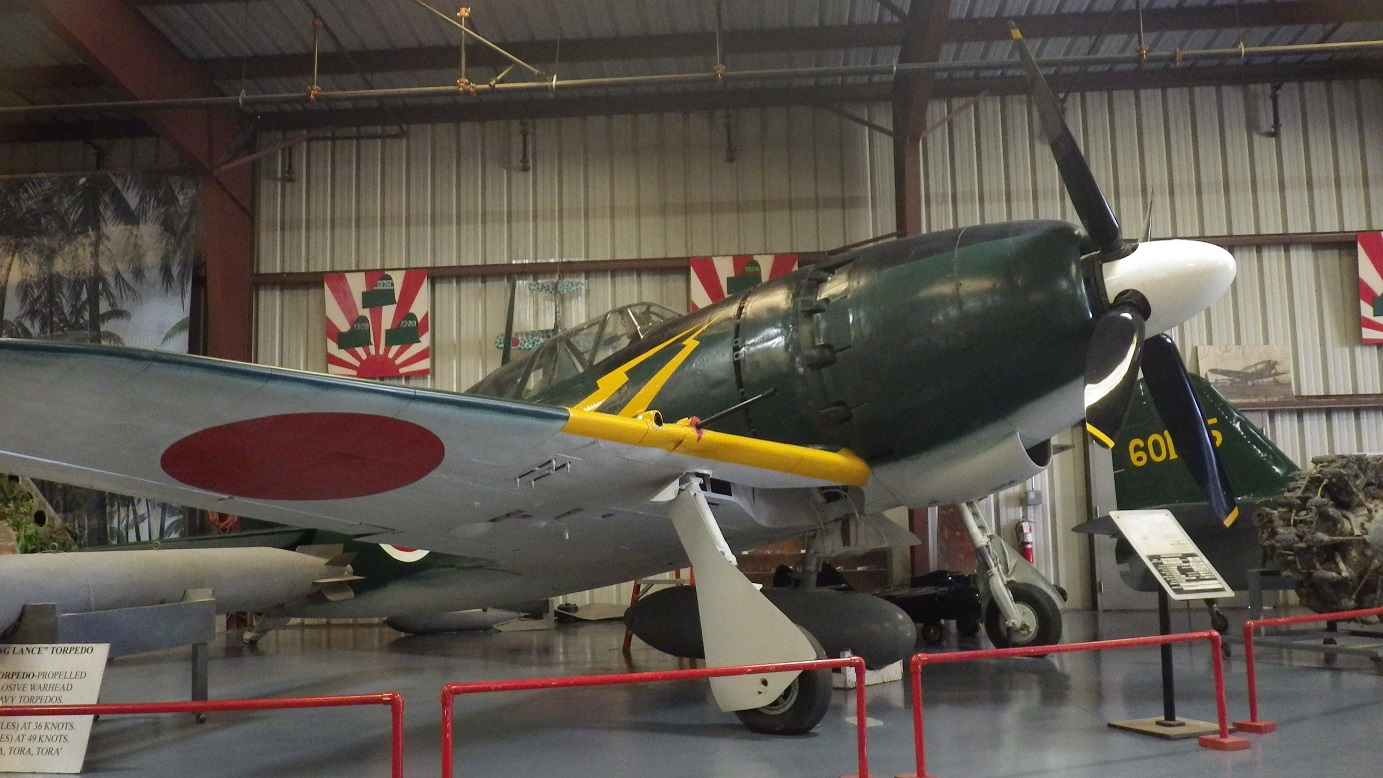